# Ibrahima Kandia Diallo
Ibrahima Kandia Diallo (Conakri, Guinea; 15 de noviembre de 1941-París, Francia; 10 de mayo de 2018) fue un futbolista de Guinea que jugó en la posición de delantero.

## Carrera

### Club
Jugó toda su carrera con el Conakry II, con quien fue campeón nacional en cinco ocasiones y ganó la Copa Africana de Clubes Campeones 1972, retirándose en 1973.

### Selección nacional
Jugó para Guinea de 1960 a 1973 disputando 56 partidos y anotó 33 goles, la cual es la mayor cantidad de goles con la selección nacional. También formó parte de la selección nacional que participó en los Juegos Olímpicos de México 1968.

## Logros
- Copa Africana de Clubes Campeones: 1

1972
- Campeonato Nacional de Guinea: 5

1966, 1967, 1968, 1971, 1972